# Gordon Currie (bobsleigh)
Pour les articles homonymes, voir Gordon Currie.
Gordon Selkirk Currie, né le 18 octobre 1933 à Montréal, est un bobeur canadien.
Il complète un bob à deux et un bob à quatre lors des Jeux olympiques d'hiver de 1964 à Innsbruck en Autriche